# Mohr im Hemd

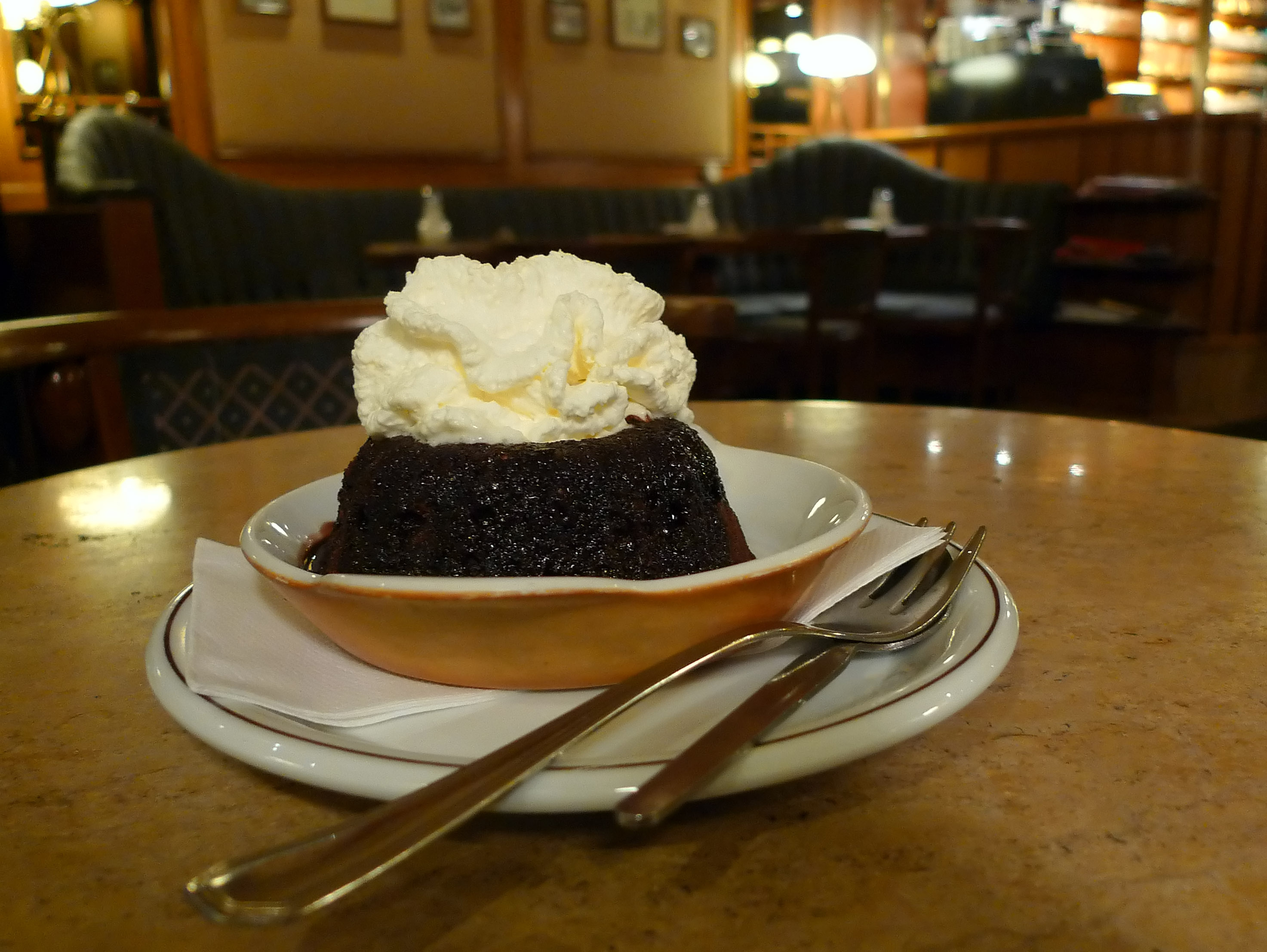

Mohr im Hemd is een Oostenrijks nagerecht. 
Het nagerecht heeft de vorm van een kleine tulband, en is vergelijkbaar met de Engelse Christmas pudding. Het bestaat voornamelijk uit chocolade, broodkruimels, suiker, dooier, amandelen en rode wijn. De topping bestaat uit warme chocoladesaus en is versierd met slagroom. 
Soms wordt de Mohr samen met ijs geserveerd; dit wordt dan Eismohr im Hemd genoemd. De term Mohr is een verouderde Duitse benaming voor mensen met een donkere huid. Im Hemd ("in een hemd") verwijst naar de slagroom die de chocoladetaart bedekt.